# Chano Domínguez

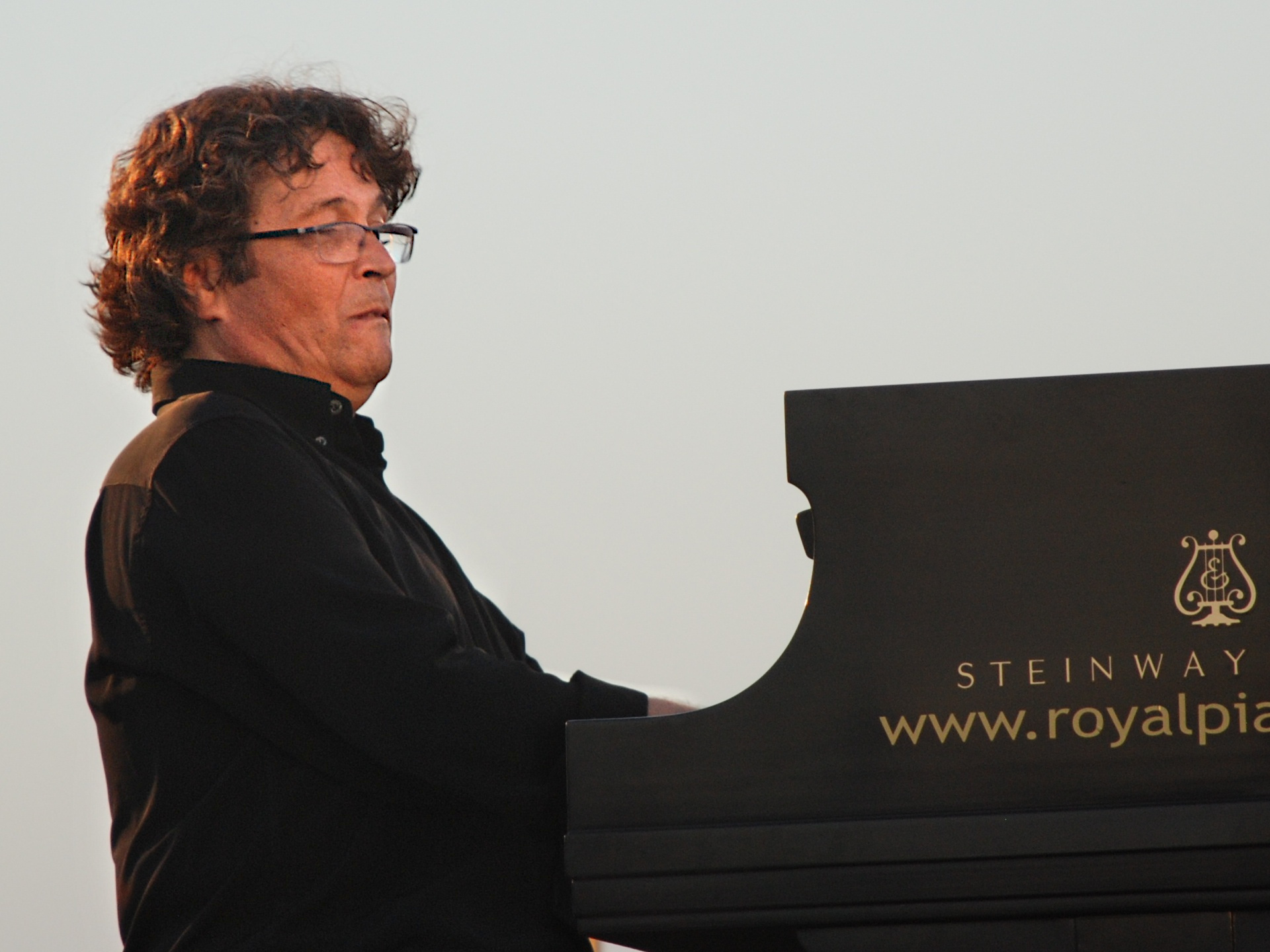
Chano Domínguez (2007)

Chano Domínguez (* 29. März 1960 in Cádiz; eigentlich Sebastían Domínguez Lozano) ist ein spanischer Jazzpianist. Er gehört zu den Begründern des Flamenco Jazz.

## Leben und Wirken
Domínguez, dessen Vater Flamencoliebhaber war, erlernte ab dem achten Lebensjahr autodidaktisch das Spiel der Flamencogitarre, später auch der Orgel und des Klaviers; auch sang er im Kirchenchor. 1978 gründete er die Band CAI, mit der er zu einem der führenden Vertreter des rock andaluz wurde. Nach der Auflösung der Band 1981 widmete er sich ganz dem Klavierspiel und der Jazzmusik; er nahm an Festivals teil und unternahm mit dem Trio Hiscádix (dessen Musiker alle aus Cádiz stammten) Tourneen durch Deutschland und Belgien. 1992 gründete er ein eigenes Trio, das in seiner Musik den Rhythmus des Flamenco mit den musikalischen Formen des Jazz verband.
Domínguez arbeitete u. a. mit Enrique Morente, Estrella Morente, Michel Camilo, Martirio, Marta Valdés, Gonzalo Rubalcaba, Ana Belén, Jorge Pardo, Carles Benavent, Pepe de Lucía, Niño Josele und Morenito de Illora. Beim Festival Jazz Baltica 2005 trat er mit Jack DeJohnette, Blas Córdoba, Jerome Harris und Luisito Quintero auf. Er war an mehreren Projekten der WDR Big Band Köln beteiligt (zuletzt 2011, dabei entstand das 2015 veröffentlichte Album Soleando).
Der gebürtige Andalusier lebt und arbeitet seit längerem in den USA, zunächst in Seattle, aktuell in New York City.

## Preise und Auszeichnungen
1992 gewann er als Nachwuchstalent den spanischen Jazzwettbewerb. Ende 2012 wurde sein Album Flamenco Sketches (Blue Note Records) für den Grammy Award in der Kategorie Best Latin Jazz Album nominiert.

## Diskographische Hinweise
- Chano (1992)
- Hecho a mano (mit Tomatito, Tito Alcedo, Antonio Toledo, Nono García, Javier Colina, Tino di Geraldo, Guillermo McGill 1996)
- Otoño (1997, mit Javier Paxariño, Hōzan Yamamoto, Nono García, Javier Colina, Tino di Geraldo)
- En directo (1998)
- Tú no sospechas (mit Marta Valdés, 2000)
- Imán (mit Enrique Morente, 2000)
- Jazzpaña II (2000, mit Gerardo Núñez, Jorge Pardo, Carles Benavent, Renaud Garcia-Fons, Michael Brecker u. a., DE: Gold (German Jazz Award))[3]
- Mira como viene (2003)
- Con alma (mit George Mraz und Jeff Ballard, 2005)
- Cuentos del mundo (2005)
- Flamenco Jazz (2005)
- Piano Ibérico (2011, mit Blas Córdoba „El Kejío“, Tomás Moreno Romero (genannt „Tomasito“), Israel Suárez „Piraña“)
- Flamenco Sketches (2012, mit Blas Córdoba „El Kejío“, Tomás Moreno „Tomasito“, Mario Rossy, Israel Suárez „Piraña“)
- Over the Rainbow (2017)